# Johann Draconites
Johann Drach, dont le nom de plume est la transcription latine Draconites, ou parfois Johannes Carlstadt en référence à sa ville natale (né vers 1494 à Karlstadt-sur-le-Main; † 18 avril 1566 à Wittemberg) est un théologien, philosophe humaniste et réformateur saxon.

## Biographie
Johann Draconites fut selon toute vraisemblance orphelin. Il s'inscrivit en 1509 à l'Université d'Erfurt, et y obtint en 1514 le titre de maître ès arts. Sous l'influence d'Eoban Hesse, il s’enthousiasma pour les idées d' Érasme de Rotterdam, avec lequel il entama une correspondance à partir de 1518, et à qui il rendit visite aux Pays-Bas en 1520. Les cercles humanistes qu'il fréquentait le mirent au contact des idées réformistes de Martin Luther.
Luther, en se rendant à la Diète de Worms, fit étape à Erfurt du 6 au 8 avril 1521, et Draconites y accompagna son confrère Justus Jonas l'Ancien à la paroisse Saint-Sever, avant que ce dernier ne se sépare de Luther à Weimar. Le lendemain, Draconites fut expulsé de l'église d'Erfurt où, en tant que prêtre, il avait gagné le chœur ; mais devant les protestations des étudiants, le recteur chercha à concilier les parties en priant le pasteur de reprendre sa place : cela fut insuffisant pour apaiser l'assemblée. Les altercations se multiplièrent entre chrétiens de l'ancienne et de la nouvelle confession, débouchant le 10 Juin 1521 sur la querelle des clercs d'Erfurt. Puis à la fin du même mois, une peste se déclara en ville, forçant Draconites à partir, d'abord à Nordhausen puis à Wittenberg.
Il y étudia d'abord l’hébreu, épousa en 1522 la servante d'Andreas Bodenstein, et devint pasteur de Miltenberg en 1522. Il soutint sa thèse de théologie en juin 1523 à l'université de Wittenberg, mais Jean Cochlaeus avait déjà en 1522 lancé contre lui des poursuites comme hérétique, et Draconites, excommunié, dut quitter la ville. Il trouva d'abord refuge à Wertheim puis adressa de Nuremberg et d'Erfurt des lettres de consolation à ses fidèles.
En 1524, il fut envoyé comme pasteur pour évangéliser Waltershausen et participa en 1526 aux tournées du bailliage de Tenneberg avec Friedrich Myconius mais, incapable de convertir la population de Waltershausen, il se retira comme clerc à Eisenach.
Lorsqu'Erhard Schnepf partit pour le Wurtemberg, il confia sa chaire de l'Université de Marbourg à Draconites, qui cumula dès lors les charges de pasteur et de professeur de théologie. En l'espace de 13 ans, ce dernier se consacra presque exclusivement à ses activités paroissiales : il prêchait à l'église cinq fois par semaine, et prononçait  cinq nouveaux sermons à chaque fois. Forcé de délaisser ses recherches théologiques et bibliques, il parvint cependant à faire publier plusieurs de ses analyses des livres bibliques et un recueil de ses sermons. Le landgrave Philippe de Hesse l'autorisa à assister à plusieurs synodes : en 1536 il prit part au congrès de la ligue de Smalkalde à Francfort-sur-le-Main, et fut en 1537 l'un des signataires de la confession de Smalkalde. Il prit part en 1541 au Colloque de Ratisbonne. Il dédia sa version des 117 psaumes au confesseur des échevins de cette ville d'empire, accompagnant sa dédicace du vœu que la ville se convertisse à la doctrine so man itzt luth. Nennt : pour toute réponse, il fut expulsé de Ratisbonne à la demande du chancelier Granvella.
Avec Adam Krafft, il est considéré comme l'un des principaux relais des théologiens de Wittenberg à Marbourg. C'est d'ailleurs lui qui en 1546 qui prononça un hommage à Luther face aux représentants de l'université. Mais il se trouva bientôt en conflit avec  Theobald Thamer, prédicateur favori du jeune landgrave Guillaume le Sage, et prit congé. De Nordhausen il se rendit à Brunswick puis à Lübeck dans l'espoir d'y faire imprimer un ouvrage sur les prophéties messianiques qu'il avait préparé de longue main : Gottes Verheißungen von Christo. Cela fait, il accepta à l'automne 1551 les postes de pasteur et de professeur de théologie  de l'université de Rostock ; il devint commissaire général de cette ville en 1557.
La question du mariage les dimanches divisait alors les prêtres de Rostock : sur ce point, Draconites adopta une position mitigée. Tout aussi tolérant sur la question de l'eucharistie (il tirait argument de la prise de distance du Christ avec l'antique loi du sabbat), il fut accusé de tiédeur par Tilemann Hesshus et une commission comtale le désavoua, recommandant sa destitution comme commissaire général.
Il reçut en 1560 une proposition du duc Albert de Brandebourg-Ansbach d’occuper le poste de Président de l'évêché de Pomésanie à Marienwerder en Prusse. Mais son goût pour l'étude théologique s'accommodant peu des devoirs de cette charge, il demanda au duc un congé pour mener à bien son grand œuvre, une bible polyglotte (en hébreu, chaldéen, grec, latin et allemand), à faire imprimer à Wittenberg.
Au prix de gros sacrifices, il parvint à obtenir la publication de ce livre, mais seule une partie de l'ouvrage fut imprimée. Refusant de rejoindre Marienwerder malgré les instances pressantes du duc, ce dernier le démit de ses pensions et charges. Trach mourut dans la misère à Wittenberg le 18 avril 1566. Il avait sacrifié sa carrière et ses biens à ses études bibliques, mais son activité de prédicateur a connu une postérité bien plus grande que ses recherches.

## Œuvres
Pour la bibliographie de Draconites, voyez Verzeichnis der im deutschen Sprachbereich erschienenen Drucke des 16. Jahrhunderts.
- Epistel an die Gemeyn zu Miltenberg. 1523
- Bekenntnis des Glaubens und der Lehre. Erfurt 1525 (Digitalisat des Exemplars der Bayerischen Staatsbibliothek)
- Der hundert und siebenzehend Psalm. Frankfurt am Main 1542 (Digitalisat) des Exemplars der Bayerischen Staatsbibliothek
- Epistolae familiares Eobani Hessi. 1543
- Von rechter Lehre. Tübingen (1544)
- Rede auf Luthers Tod vor der Marburger Universität. (1546)
- Gottes Verheißungen von Christo Jesu. Lübeck (1549–1551; au moins 22 cahiers)

Version digitalisée de l'exemplaire de la bibliothèque d’État de Bavière
- Commentaires sur les livres de l'Ancien Testament
- Sermons
- Biblia pentapla. (1563–65).